# 1037
1037 (MXXXVII) var ett normalår som började en lördag i den julianska kalendern.

## Händelser

### Okänt datum
- Byggandet av Sankta Sofiakatedralen i Kiev påbörjas.
- Ferdinand I blir kung av Kastilien.
- Harald Harfot, som sedan 1035 är kung över England norr om Themsen, får nu även makten över landet söder om floden.
- Konrad II företar sitt andra tåg till Rom.
- De mindre förläningarna i Italien blir ärftliga.

## Födda
- Su Dongpo, kinesisk poet.
- Hawise av Bretagne, regerande hertiginna av Bretagne.

## Avlidna
- Juni – Avicenna, persisk läkare, filosof och vetenskapsman.